# Tadżykistan na Zimowych Igrzyskach Olimpijskich 2014
Tadżykistan na Zimowych Igrzyskach Olimpijskich 2014 – kadra sportowców reprezentujących Tadżykistan na igrzyskach w 2014 roku w Soczi. Kadra liczyła 1 sportowca.

## Skład reprezentacji

### Narciarstwo alpejskie
| Konkurencja | Zawodnik         | Zjazd (1.) | Zjazd (1.) | Zjazd 2. | Zjazd 2. | Suma | Miejsce |
| Konkurencja | Zawodnik         | Czas       | Miejsce    | Czas     | Miejsce  | Suma | Miejsce |
| ----------- | ---------------- | ---------- | ---------- | -------- | -------- | ---- | ------- |
| Slalom      | Aliszer Kudratow | DNF        | DNF        | DNF      | DNF      | DNF  | DNF     |